# Maysa - Quando Fala o Coração (álbum)
Maysa - Quando Fala o Coração é um álbum de compilação duplo das canções da cantora brasileira Maysa que foram executadas na minissérie sobre a cantora "Maysa - Quando Fala o Coração", exibida em 2009 pela Rede Globo. O primeiro disco contém canções do início da carreira de Maysa até 1959. O segundo disco contém gravações de 1960 até o fim da carreira.

## Faixas
| Disco 1 |                                  |                                                         |                                            |
| #       | Canção                           | Composição                                              | Fonte original                             |
| 1       | "Resposta"                       | Maysa                                                   | Convite para Ouvir Maysa (1956)            |
| 2       | "Tarde Triste"                   | Maysa                                                   | Convite para Ouvir Maysa (1956)            |
| 3       | "Adeus"                          | Maysa                                                   | Convite para Ouvir Maysa (1956)            |
| 4       | "Ouça"                           | Maysa                                                   | Maysa (1957)                               |
| 5       | "Franqueza"                      | Denis Brean / Oswaldo Guilherme                         | Maysa (1957)                               |
| 6       | "O Quê"                          | Maysa                                                   | Maysa (1957)                               |
| 7       | "Se Todos Fossem Iguais a Você"  | Tom Jobim / Vinicius de Moraes                          | Maysa (1957)                               |
| 8       | "To the Ends of the Earth"       | Joel Sherman / Noel Sherman                             | Maysa (1957)                               |
| 9       | "Bronzes e Cristais"             | Nazareno de Brito / Alcyr Pires Vermelho                | Convite para Ouvir Maysa nº 2 (1958)       |
| 10      | "Por Causa de Você"              | Dolores Duran / Tom Jobim                               | Convite para Ouvir Maysa nº 2 (1958)       |
| 11      | "Suas Mãos"                      | Pernambuco / Antônio Maria                              | Convite para Ouvir Maysa nº 3 (1958)       |
| 12      | "Bom Dia, Tristeza"              | Adoniran Barbosa / Vinicius de Moraes                   | Convite para Ouvir Maysa nº 2 (1958)       |
| 13      | "Eu Sei que Vou Te Amar"         | Tom Jobim / Vinicius de Moraes                          | Maysa É Maysa... É Maysa... É Maysa (1959) |
| 14      | "Hino ao Amor (Hymne À L'amour)" | Edith Piaf / Marguerite Monnot \| Versão: Odayr Marsano | Maysa É Maysa... É Maysa... É Maysa (1959) |

| Disco 2 |                                                                                            |                                                                                         |                                        |
| #       | Canção                                                                                     | Composição                                                                              | Fonte original                         |
| 1       | "Dindi"                                                                                    | Tom Jobim / Aloysio de Oliveira                                                         | Voltei (1960)                          |
| 2       | "O Barquinho"                                                                              | Roberto Menescal / Ronaldo Bôscoli                                                      | Barquinho (1961)                       |
| 3       | "Bésame Mucho"                                                                             | Consuelo Velazquez                                                                      | Maysa, Amor... E Maysa (1961)          |
| 4       | "Chão de Estrelas"                                                                         | Silvio Caldas / Orestes Barbosa                                                         | Maysa, Amor... E Maysa (1961)          |
| 5       | "I Love Paris"                                                                             | Cole Porter                                                                             | Maysa, Amor... E Maysa (1961)          |
| 6       | "Quizás, Quizás, Quízas"                                                                   | Oswaldo Farrés                                                                          | Maysa, Amor... E Maysa (1961)          |
| 7       | "Fim de Noite"                                                                             | Marcos de Vasconcelos / Chico Feitosa                                                   | Canção do Amor Mais Triste (1962)      |
| 8       | Fantasia de Cellos: "Primavera" / "Canção de Eurídice" / "Canção do Amanhecer"             | Carlos Lyra / Vinicius de Moraes \| Vinicius de Moraes \| Edu Lobo / Vinicius de Moraes | Maysa (1966)                           |
| 9       | Fantasia de Trombones (ao vivo): "Demais" / "Meu Mundo Caiu" / "Preciso Aprender a Ser Só" | Tom Jobim / Aloysio de Oliveira \| Maysa \| Marcos Valle / Paulo Sergio Valle           | Canecão Apresenta Maysa (1969)         |
| 10      | "Ne Me Quitte Pas" (ao vivo)                                                               | Jacques Brel                                                                            | Canecão Apresenta Maysa (1969)         |
| 11      | "Bonita"                                                                                   | Ray Gilbert / Tom Jobim                                                                 | Ando Só numa Multidão de Amores (1970) |
| 12      | "What Are You Doing the Rest of Your Life?"                                                | Michel Legrand / A & M Bergman                                                          | Compacto de 1972                       |
| 13      | "Morrer de Amor"                                                                           | L. Fiorini / Oscar Castro Neves                                                         | Maysa (1974)                           |